# Al Jfara
32°9′N 13°0′Ø / 32.150°N 13.000°Ø
Al Jfara (arabisk:الجفارة) er en kommune i Libyen, beliggende nordvest i landet. Kommunen har 289.340 indbyggere.
Al Jfara er omkranset af seks andre libyske kommuner.